# Karpsjökasen
Karpsjökasen ist ein Berg in der Gemeinde Åsele, an der Grenze zur Gemeinde Örnsköldsvik und nördlich der Ortschaft Tjärn. Am Fuß des Berges liegt der Över-Karpsjön, der als die Quelle des Moälven gilt. In der Nähe liegen der Mellan-Karpsjön und der Neder-Karpsjön, die vom Karpsjöbäcken durchflossen werden.